# Platja de Cristall
La platja de Cristall, o platja Cristall, és una platja semiurbana del municipi de Mont-roig del Camp (Baix Camp), situada a l'extrem sud del nucli urbà de Miami Platja. Limita al nord amb la cala dels Àngels i al sud amb la platja de la Punta del Riu, prop de la desembocadura del riu de Llastres. Flanquejada pel passeig marítim, està orientada al sud-est-est. Té una longitud de 1.200 metres i una amplada mitjana de 50 metres, formada per sorra fina i gruixuda. Disposa d'accessibilitat per a persones amb mobilitat reduïda, lloguer d'ombrel·les, gandules i patins aquàtics de pedals, zona esportiva, amb futbol i vòlei platja, una base de l'Estació Nàutica Costa Daurada, i l'espai La Pèrgola, on tenen lloc concerts, correfocs, aplecs sardanistes, etc.
La platja ha estat guardonada fins al 2021 amb la Bandera Blava, que reconeix internacionalment la qualitat de l'aigua i serveis. L'Agència Catalana de l'Aigua efectua un control setmanal de la qualitat de l'aigua, durant la temporada de bany, amb el resultat d'excel·lent.